# Light My Fire
"Light My Fire" là ca khúc của ban nhạc psychedelic rock người Anh The Doors, được phát hành vào tháng 1 năm 1967 trong album đầu tay của ban nhạc. Ca khúc được thu âm vào tháng 8 năm 1966, và được ban nhạc lựa chọn là đĩa đơn phát hành vào tháng 4 năm 1967. Tới tháng 7 cùng năm, đĩa đơn vươn lên vị trí số 1 Billboard Hot 100 trong vòng 3 tuần và cũng giành vị trí quán quân tại Cash Box Top 100.
Hơn 1 năm sau, "Light My Fire" tiếp tục khuấy đảo các bảng xếp hạng khi José Feliciano phát hành bản hát lại của ca khúc này. Cho dù được viết chính bởi tay bass Robby Krieger, phần sáng tác vẫn được ghi chung cho toàn bộ ban nhạc.

## Thành phần tham gia sản xuất
The Doors
- John Densmore – trống.
- Robby Krieger – guitar điện.
- Ray Manzarek – Vox Continental organ, piano bass[8].
- Jim Morrison – hát.

Nghệ sĩ khách mời
- Larry Knechtel – guitar bass[9].

## Xếp hạng và chứng chỉ
| Bảng xếp hạng (1967)               | Vị trí cao nhất |
| ---------------------------------- | --------------- |
| Australia (Go-Set National Top 40) | 16              |
| Canada Top Singles (RPM)           | 2               |
| Hà Lan (Single Top 100)            | 27              |
| New Zealand (Listener)             | 7               |
| South Africa (Springbok)           | 13              |
| Anh Quốc (OCC)                     | 49              |
| Hoa Kỳ Billboard Hot 100           | 1               |
| US Cash Box Top 100                | 1               |

| Bảng xếp hạng (1991)               | Vị trí cao nhất |
| ---------------------------------- | --------------- |
| Phần Lan (Suomen virallinen lista) | 12              |
| Ai-len (IRMA)                      | 1               |
| UK Singles Chart                   | 7               |

| Bảng xếp hạng (1967) | Vị trí |
| -------------------- | ------ |
| Canada               | 4      |
| US Billboard Hot 100 | 6      |
| US Cash Box          | 2      |

| Quốc gia                                                    | Chứng nhận | Số đơn vị/doanh số chứng nhận |
| ----------------------------------------------------------- | ---------- | ----------------------------- |
| Ý (FIMI)                                                    | Vàng       | 25.000‡                       |
| Anh Quốc (BPI)                                              | Bạc        | 200.000‡                      |
| Hoa Kỳ (RIAA)                                               | Bạch kim   | 1,000,000                     |
| ‡ Chứng nhận dựa theo doanh số tiêu thụ và phát trực tuyến. |            |                               |